# Zalaszentmihály-Pacsa vasútállomás
Zalaszentmihály-Pacsa vasútállomás egy Zala vármegyei vasútállomás Zalaszentmihály településen, a MÁV üzemeltetésében.
A község lakott területének délkeleti szélén helyezkedik el – a másik névadó település, Pacsa központjától mintegy 5 kilométerre nyugatra –, közúti elérését a 75-ös főútból kiágazó 75 324-es számú mellékút biztosítja.

## Vasútvonalak
Az állomást az alábbi vasútvonalak érintik:
- Szombathely–Nagykanizsa-vasútvonal

## Kapcsolódó állomások
A vasútállomáshoz az alábbi állomások vannak a legközelebb:
- Búcsúszentlászló vasútállomás (Szombathely–Nagykanizsa-vasútvonal)
- Pötréte megállóhely (Szombathely–Nagykanizsa-vasútvonal)

## Forgalom
| Járat               | Útvonal | Gyakoriság |
| ------------------- | --- | ---------- |
| személyvonat        | Zalaegerszeg – Zalaszentiván – Alsónemesapáti – Nagykapornak – Búcsúszentlászló – Zalaszentmihály-Pacsa – Pötréte – Felsőrajk – Gelse – Újudvar – Nagykanizsa | Napi 1 pár |
| Pannónia InterRégió | Szombathely (– Gyöngyöshermán – Sorkifalud – Szentléránt) – Püspökmolnári – Vasvár (– Pácsony – Győrvár – Egervár-Vasboldogasszony – Zalaszentlőrinc) – Zalaszentiván (– Búcsúszentlászló – Zalaszentmihály-Pacsa – Pötréte – Gelse) – Nagykanizsa – Murakeresztúr (– Őrtilos) – Gyékényes – Berzence (– Somogyudvarhely – Bélavár – Vízvár) – Babócsa – Barcs – Darány – Szigetvár – Szentlőrinc – Pécs | Napi 5 pár |